# Thera maculata
Thera maculata är en fjärilsart som beskrevs av Hofer 1920. Thera maculata ingår i släktet Thera och familjen mätare. Inga underarter finns listade i Catalogue of Life.